# ТЕС Марсден-Пойнт
ТЕС Марсден-Пойнт – колишня теплова електростанція на північному завершенні Північного острова Нової Зеландії.
У 1964 році почав роботу нафтопереробний завод Марсден-Пойнт, що викликало до життя проект електростанції, яка б використовувала важкі залишки нафтопереробки. В 1964 – 1966 роках спорудили, а у 1967-му офіційно ввелив в експлуатацію чергу Марсден А, що мала дві парові турбіни потужністю по 120 МВт (також часто зазначається, що сукупна потужність Марсден А дорівнювала 250 МВт). Для охолодження використовували морську воду.
В 1974-му почалось спордження черги Марсден В, яка мала отримати дві парові турбіни потужністю по 250 МВт. Станом на 1979 рік встигли звести один енергоблок, проте на той час ціни на нафту стрімко зросли, що позбавило запуск блоку економічної доцільності і він так ніколи і не став до ладу. 
В 1997-му чергу Марсден А вивели з експлуатації і вже у 1998-му відправили на демонтаж. Втім, один з генераторів залишили і до 2007-го він виконував функцію синхронного компенсатора для стабілізації енергомережі.  
На початку 2000-х виник проект запуску енергоблоку Марсден В на вугіллі, проте його у підсумку скасували через протести з економічним підгрунтям. Обладнання цього блоку в 2009-му продали індійській компанії, а на 2012-й припали роботи з демонтажу.